# Isolement (prison)
Pour les articles homonymes, voir Isolement (homonymie).

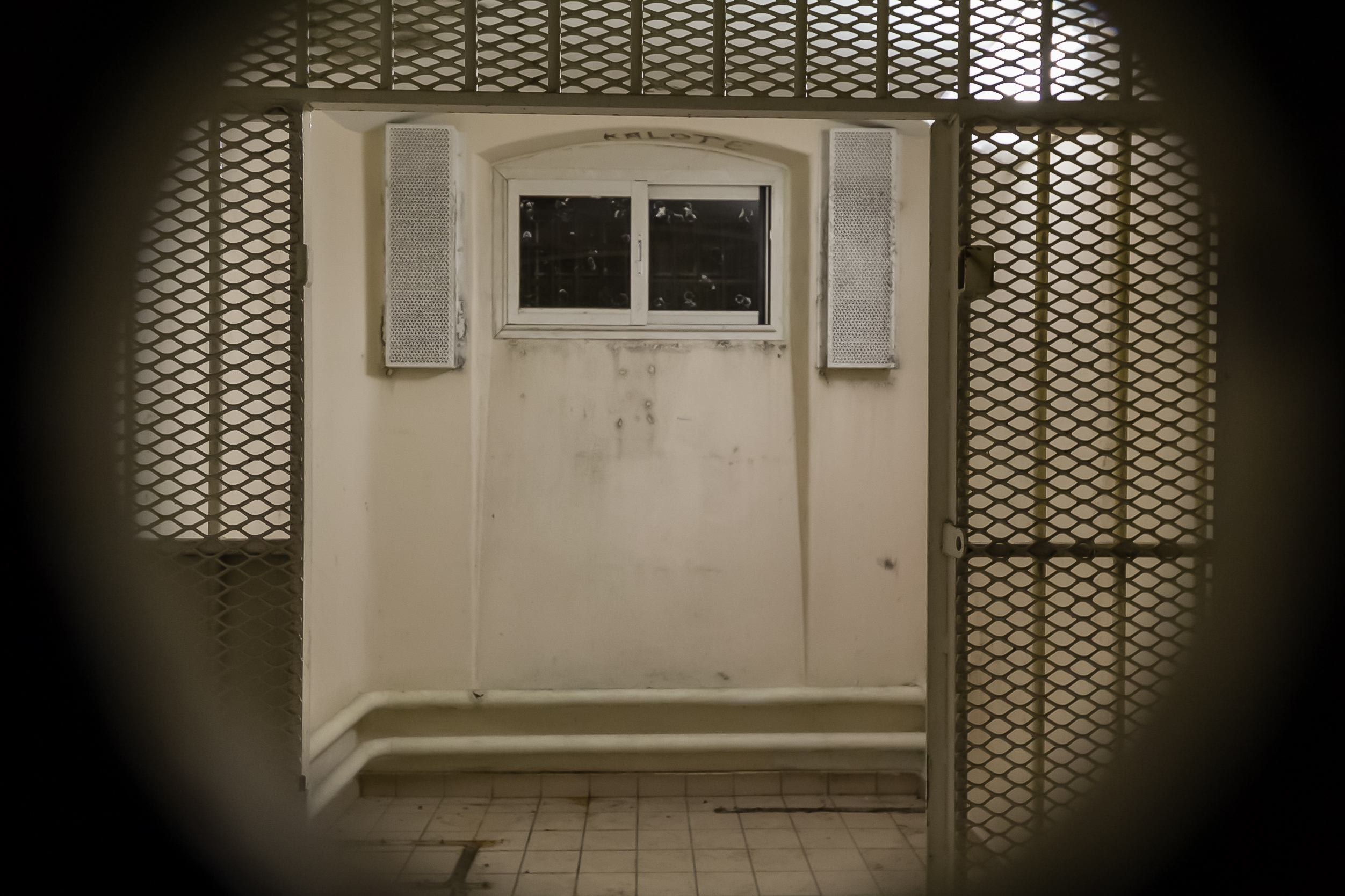
Cellule du quartier d'isolement de la prison Jacques-Cartier (Rennes), à travers le judas.

L'isolement carcéral est une mesure de sécurité de confinement solitaire. Elle est décidée par l'autorité administrative compétente (chef d'établissement pénitentiaire, directeur interrégional ou ministre de la justice) sur la demande de la personne détenue (pour sa sécurité) ou dans l'intérêt du bon ordre des établissements pénitentiaires.

## En France

### Description
La loi française nomme « isolement » une mesure spécifique pour isoler une personne détenue du reste de la population pénale ou le protéger des autres personnes détenues (comme une personne médiatique). Cette mesure n'est pas à confondre avec la cellule disciplinaire (que les détenus appellent « mitard »), qui consiste certes en un isolement effectif du prisonnier mais à titre punitif et pour une durée limitée à 30 jours. Le régime portant l'appellation d'« isolement » n'a pas de durée maximale,.  
Les conséquences concrètes du placement en isolement sont nombreuses. 
Le détenu placé à l'isolement dispose d'une cellule individuelle et n'a aucun contact avec d'autres détenus sans autorisation du chef d'établissement. Contrairement aux détenus du quartier disciplinaire, il n'est pas privé de télévision, d'achat en cantine ou du relatif confort des cellules ordinaires.
Le détenu à l'isolement est examiné au moins deux fois par semaine par un médecin qui peut recommander de mettre fin à l'isolement, mais contrairement à la cellule disciplinaire il n’émet qu'une recommandation, pas une décision.

### Prise de décision
L’autorité judiciaire peut prescrire la mise à l’isolement d’une personne placée en détention provisoire « si cette mesure est indispensable aux nécessités de l’information ». Il peut aussi être prononcé par le juge des libertés et de la détention lorsqu'il statue sur le placement en détention provisoire de la personne, ou sur la prolongation de cette détention.
L'isolement peut être décidé par le chef de l'établissement. Un premier placement pour jusqu'à cinq jours peut être décidé en cas d'urgence sans appliquer la procédure habituelle.
Il en fixe la durée jusqu'à trois mois. À l'expiration de cette durée, il peut décider de prolonger l'isolement jusqu'à trois mois.
À l'expiration de la première prolongation de l'isolement (après six mois), seul le directeur interrégional des services pénitentiaires peut le prolonger une deuxième fois, toujours pour jusqu'à trois mois et une troisième fois, toujours pour la même durée.
L'éventuelle quatrième prolongation (généralement au bout d'un an d'isolement) et les suivantes sont elles prises par le ministre de la justice en personne, toujours pour trois mois.
La loi permet aux autorités ci-dessus de mettre fin à l'isolement à tout moment et les contraint à un certain nombre de notifications avant de prendre leur décision. 
L'article 726-1 du code de procédure pénale permet notamment au détenu concerné de saisir le juge des référés administratif et rend obligatoire un « avis » de « l'autorité judiciaire » lorsque l'isolement est prolongé au-delà d'un an.
L'isolement ne peut être prolongé au-delà de deux ans sauf à titre exceptionnel, si le placement à l'isolement constitue l'unique moyen d'assurer la sécurité des personnes ou de l'établissement. Dans ce cas-là, la décision de prolongation doit être spécialement motivée.

### Alternative
Dans certaines prisons, comme les maisons d'arrêt de La Santé, Fleury-Mérogis ou Fresnes, il existe des quartiers spécifiques plus souples que l'isolement afin d'accueillir les détenus sensibles en raison de leur sexualité ou genre (homosexuels, bisexuels, prostitués, transgenres), de leur métier (avocat, juge, huissier, policier, douanier, personnalité politique...) ou de leur affaire (affaire sexuelle, affaire avec un mineur, affaire médiatisée...). À l'inverse de l'isolement, les détenus de ces quartiers ont des activités et des promenades communes.

## Dans le monde

### Etats-Unis
La pratique de l'isolement aux États-Unis est contestée par Amnesty International. Elle est désignée sous le terme « incommunicado ».

### Canada
Au Canada les conditions de l'isolement sont critiquées.

### Belgique
L’avocat Marc Nèvel, qui préside Conseil central de surveillance pénitentiaire (CCSP) a relevé les « conditions matérielles déplorables » qui caractérisent en Belgique la peine d’isolement.

### Suisse
En Suisse l’isolement est nommé « au secret ».

## Cas médiatisés
- Mohamed El Ghanem

## Liens
- Le code de procédure pénale à propos de l'isolement
- Nathalie Hernandez et Michel Mercier, « L'isolement carcéral, une prison dans la prison », sur France Inter - Dans le Prétoire, 30 septembre 2011